# Причина для тревоги
«Причина для тревоги» (англ. Cause for Alarm!) — фильм нуар режиссёра Тэя Гарнетта, который вышел на экраны в 1951 году.
Фильм рассказывает об одном дне из жизни домохозяйки Эллен Джонс (Лоретта Янг), которую её прикованный к постели муж (Барри Салливан) из ревности решает подставить в подготовке своего убийства, однако неожиданно умирает, отправив обвиняющее её письмо в адрес окружного прокурора. После этого Эллен предпринимает отчаянные попытки, чтобы заполучить это письмо, всё более запутываясь в сети бытовых и бюрократических проблем.
Фильм относится к субжанрам фильма нуар, условно называемым «женщина в отчаянии» и «женщина в опасности», к которым также принадлежат такие фильмы как «Ребекка» (1940), «Когда незнакомцы женятся» (1944), «Тёмные воды» (1944), «Меня зовут Джулия Росс» (1945), «Тайна за дверью» (1947), «Извините, ошиблись номером» (1948) и «Женщина в бегах» (1950).

## Сюжет
В тихом жилом квартале Лос-Анджелеса жарким летним днём домохозяйка Эллен Джонс (Лоретта Янг) заботливо ухаживает за своим мужем Джорджем (Барри Салливан), который прикован к постели из-за болезни сердца. Эллен вспоминает, как познакомилась с мужем несколько лет назад во время визита в Военно-морской госпиталь к военному врачу Рэнни Грэму (Брюс Каулинг), с которым она в то время встречалась. Рэнни познакомил Эллен со своим другом, весёлым и остроумным Джорджем, который служил военным лётчиком, и уже во время следующей встречи на пляже у Эллен и Джорджа начался роман. Вскоре они поженились, а после войны поселились в собственном доме в Лос-Анджелесе. Однако вскоре у Джорджа обнаружилось сердечное заболевание, которое приковало его к постели, и негативно сказалось на его характере. Несмотря на самоотверженную заботу Эллен, Джордж делался всё более нелюдимым, нетерпимым и раздражительным, общаясь только с женой и с Рэнни как со своим лечащим врачом. При этом Джордж стал намеренно преувеличивать серьёзность своего заболевания, утверждая, что в этом виноваты Эллен и Рэнни, которые плохо о нём заботятся. В тайне от них Джордж пишет письмо окружному прокурору, в котором сообщает, что Эллен со своим любовником Рэнни пытаются отравить его с помощью передозировки сердечных лекарств. После очередного небольшого приступа Джордж просит Эллен найти ему другого врача, но из-за известной грубости Джорджа никто из врачей не хочет ехать к нему, лишь Рэнни вопреки желанию Джорджа приезжает на вызов. Джордж обвиняет Эллен в том, что она намеренно медленно вызывала врача, на что Рэнни заявляет, что у Джорджа под влиянием болезни разыгрывается болезненное воображение, советуя ему проконсультироваться у психиатра. Когда Эллен провожает Рэнни до автомобиля, врач настаивает на том, чтобы поместить Джорджа в больницу. Эллен отвечает, что Джордж из-за своей раздражительности не сможет там ни с кем общаться, тем не менее, обещает поговорить с мужем. Встретив на улице Билли (Брэдли Мора), общительного мальчика из соседской семьи, который играет в любимого телегероя из вестерна Хопалонга Кэссиди, Эллен вдруг замечает, что Джордж следит за ней у окна. Однако Джордж отрицает, что вставал из постели, после чего грубо обвиняет жену в том, что у неё роман с Рэнни, и она ждёт его смерти. Хотя эти слова травмируют Эллен, она оправдывает мужа тем, что болезнь делает его столь недоверчивым и обозлённым. Как только Эллен выходит из комнаты, Джордж продолжает писать письмо прокурору, ещё более усиливая обвинения против Эллен. После обеда Джордж говорит, что чувствует себя лучше и неожиданно начинает по-доброму интересоваться её планами на будущее. Эллен откровенно рассказывает мужу, что хотела бы иметь детей и заниматься садоводством, как и соседские жёны. После этого Джордж просит Эллен отправить написанное им письмо, говоря, что там содержатся документы по поводу его страховки. Около дома Эллен встречает пожилого говорливого почтальона мистера Карстона (Ирвинг Бэкон) и отдаёт ему письмо. Когда почтальон говорит, что видит в окно Джорджа, Эллен немедленно возвращается к мужу, умоляя его не рисковать здоровьем и не вставать с постели. Джордж клянётся, что почтальон ошибся, после чего рассказывает историю из своего детства, когда у него была игрушка, которую он любил больше всего на свете. Когда он побил другого мальчика, мать Джорджа в знак применения решила подарить мальчику эту игрушку. Джордж протянул игрушку этому мальчику, но затем на глазах у всех намеренно уронил и растоптал её. Рассказ Джорджа и его выражение лица пугают Эллен. Затем Джордж рассказывает ей о содержании письма, которое он написал прокурору, добавив, что вчера он умышленно рассыпал выписанные по рецепту сердечные лекарства, чтобы выписать их в аптеке повторно, что будет подтверждением его версии о том, что Эллен и Рэнни сознательно травили его передозировкой лекарств. Затем Джордж достаёт из-под одеяла револьвер и готовится застрелить Эллен якобы из самообороны. Однако в этот момент у Джорджа происходит очередной сердечный приступ, он теряет сознание, падает и мгновенно умирает с револьвером в руке.
Эллен не успевает опомниться, как раздаётся телефонный звонок от аптекаря по поводу новой партии лекарств для Джорджа, однако Эллен не знает, что ответить, и просто бросает трубку. Понимая, что должна как можно быстрее перехватить письмо, Эллен выбегает из дома в поисках почтальона. Хотя Карстон поначалу готов вернуть письмо, однако когда Эллен упоминает, что его написал Джордж, почтальон отвечает, что может вернуть письмо только его непосредственному автору, рекомендуя обратиться за помощью к своему боссу в офисе почтовой службы. Вернувшись домой, Эллен застаёт там навязчивую тётю Джорджа, Клару Эдвардс (Маргало Гиллмор), которая принесла племяннику пирог и уже поднимается в спальную на второй этаж. Эллен с большим трудом удаётся остановить тётю, обманывая её, что Джордж был крайне разозлён их последней встречей и не хочет её видеть. Уязвлённая тётя Клара уходит, после чего Эллен поднимается наверх, чтобы вынуть револьвер из рук Джорджа. С трудом разжимая пальцы мужа, она случайно давит на курок, в результате чего раздаётся выстрел. Его слышит гуляющий рядом с домом Билли, однако Эллен убеждает его, что это был выстрел по радио. Затем Эллен быстро переодевается, чтобы отправиться в офис почтовой компании. Однако в дверях её встречает нотариус мистер Рассел (Дон Хэггерти), который пытается вежливо, но твёрдо пройти к Джорджу, утверждая, что Джордж просил его обязательно прийти в это время для оформления важных документов, не обращая внимания на противодействие жены, если та не будет пропускать его. С большим трудом Эллен удаётся выпроводить нотариуса, сославшись на крайне тяжелое состояние мужа, после чего она немедленно выезжает в офис почтовой службы, в спешке чуть было не сбивая играющего на дорожке Билли. Начальник отдела почтовой службы соглашается задержать отправку письма, а затем и вернуть его Эллен при условии, что муж подпишет соответствующее заявление. Эллен вынуждена выкручиваться, объясняя, почему это невозможно, и в итоге уходит из почтового отделения с пустыми руками. Вернувшись домой, она звонит в больницу Рэнни, чтобы отменить его сегодняшний визит, однако, не успев получить сообщение, доктор вскоре появляется на пороге её дома. Эллен пытается выпроводить Рэнни, объясняя, что другой врач только что уже осмотрел мужа, однако настолько запутывается в словах, что Рэнни быстро догадывается, что Джордж умер. Рэнни спокойно поднимается на второй этаж, аккуратно укладывает Джорджа в постель, проверяет отверстие от пули в полу и револьвер в комоде. После этого спускается к Эллен, которая рассказывает ему обо всём, что с ней произошло за последние несколько часов. Рэнни успокаивает Эллен тем, что Джордж перед смертью начал терять рассудок, так как иначе невозможно объяснить его поведение. В этот момент раздаётся звонок в дверь, и Эллен опасается, что это приехала полиция. Тем не менее, по настоянию Рэнни она открывает дверь, где видит почтальона Карстона, который возвращает ей письмо на том основании, что на нём не хватает марок для корреспонденции такого веса. После ухода почтальона у Эллен начинается истерика, а Рэнни спокойно берёт письмо и рвёт его на мелкие кусочки, которые сжигает в пепельнице. Только после этого Эллен успокаивается, надеясь, что такой день больше никогда не повторится в её жизни.

## В ролях
- Лоретта Янг — Эллен Джонс
- Барри Салливан — Джордж З. Джонс
- Брюс Каулинг — доктор Рэнни Грэм
- Маргало Гиллмор — тётя Клара Эдвардс
- Брэд Морроу — Билли
- Ирвинг Бейкон — Джо Карстон, почтальон
- Джорджия Бэкас — миссис Уоррен, соседка
- Дон Хэггерти — мистер Рассел, нотариус
- Арт Бейкер — начальник почтового отделения
- Ричард Андерсон — раненый моряк в военно-морском госпитале
- Грета Гранстедт — мама (в титрах не указана)

## Создатели фильма и исполнители главных ролей
Режиссёр Тэй Гарнетт, по словам историка кино Фрэнка Миллера, «был мастером практически в любом жанре, за который брался». Он начал карьеру в начале 1930-х годов, поставив такие успешные «женские» картины, как «Её человек» (1930) с Хелен Твелвтриз, «Путешествие в одну сторону» (1932) с Кэй Фрэнсис и «Долина решимости» (1945), а также приключенческую ленту «Китайские моря» (1935) и мелодраму «Любовь — это новости» (1937) с Лореттой Янг в главной роли. В 1940-е годы наиболее значимыми картинами Гарнетта стали военная драма «Батаан» (1943), мелодрама «Мисс Паркингтон» (1944) и семейная комедии «Янки при дворе короля Артура» (1949). Однако более всего Гарнетт знаменит, по словам историка кино Фрэнка Миллера, как постановщик «одного из величайших нуаров всех времён „Почтальон всегда звонит дважды“ (1946)».
Хотя Лоретта Янг впервые появилась на экране в 1920-е годы ещё в детском возрасте, однако её взрослая кинокарьера началась в 1930-е годы, когда она сыграла в таких фильмах, как романтическая комедия «Платиновая блондинка» (1931), военная драма «Герои на продажу» (1933), мелодрамы «Крепость человека» (1933), «Вход для сотрудников» (1933) и «Полуночная Мэри» (1933). Пик её карьеры наступил в 1940-е годы с такими картинами, как фильм нуар «Чужестранец» (1946), комедия «Жена епископа» (1947), мелодрама «Дочь фермера» (1947), вестерн «Рэйчел и незнакомец» (1948) и комедия «Приходи в конюшню» (1949). В 1949 году Янг сильно сыграла главную роль в напряжённом нуаровом триллере «Обвиняемая» (1949), где её персонаж, профессор университета, попадает в сходные сюжетные обстоятельства, что и в этой картине.
Как отмечает Миллер, этот фильм был сделан в тот момент, когда «Янг была на перепутье своей карьеры. Хотя ей ещё не было 40, и она добилась широкого признания за исполнение роли монахини в фильме „Приходи в конюшню“, тем не менее она столкнулась с проблемами при поиске подходящих ролей в условиях меняющегося времени». По мнению Миллера, с фильмом «Причина для тревоги» «Янг решила попробовать себя в фильме меньшего масштаба, который сочетает нуаровый жанр с реалистической драмой», характерной для европейских фильмов той эпохи. Ради роли «домохозяйки, которую третирует муж-инвалид, она рассталась с гламурным макияжем и оделась в повседневные платья» обычных американок. Как далее отмечает Миллер, этот «быстрый и экономичный фильм предвосхитил приближающийся успех Янг на телевидении, где с 1953 года она станет главной звездой собственного сериала „Письмо Лоретте“ (1953-61, 257 эпизодов). Эта антология вновь подняла её популярность, которую она, кажется, стала терять на большом экране, а также принесла ей три премии Эмми. Некоторые из её лучших ролей в 30-минутных эпизодах этого сериала были ролями живущих под невыносимым напряжением измученных домохозяек».
Над отдельными эпизодами телесериала «Письмо Лоретте» вместе с Янг работали её муж Том Льюис, режиссёр Тэй Гарнетт и актёр Брюс Каулинг. В частности, Льюис, который был продюсером фильма «Причины для тревоги», в 1953-59 годах продюсировал 59 эпизодов упомянутого сериала, Гарнетт, который с 1956 года начал активно работать на телевидении, поставил пять эпизодов этого телесериала, а актёр Брюс Каулинг сыграл гостевые роли в шести эпизодах.

## История создания фильма
По информации историка кино Денниса Шварца, «этот фильм категории В был сделан всего за 14 дней вместо обычных двух месяцев, которые обычно требуются для съёмок картин такого рода». Шварц считает, что «фильм удалось снять настолько быстро», так как «контрактный режиссёр MGM Тэй Гарнетт перед началом съёмок хорошо отрепетировал с актёрами их роли, а также работу операторской группы».
Как пишет Шварц, «продюсер фильма Том Льюис, который был также соавтором сценария, взял на главную роль безутешной домохозяйки свою тогдашнюю жену Лоретту Янг». По информации Американского института киноискусства, роль доктора Рэнни Грэма должен был сыграть Джон Ходяк. «Однако через неделю после начала съёмок его заменил Брюс Каулинг, после чего роль, вероятно, была заметно сокращена».
Персонаж фильма, которого играет актёр-ребёнок Брэдли Мора, одет в костюм популярного киногероя Хоппалонга Кэссиди. Он называет себя Хоппи и имитирует поведение своего кумира. Согласно пресс-релизу MGM, студия получила специальное разрешение от актёра Уильяма Бойда на использование его экранного образа, а также на право ссылаться на одноимённый телесериал.
Многие уличные сцены снимались в Беверли-Хиллс.
Лоретта Янг за кадром постоянно комментирует происходящее, давая зрителю понять, что её персонаж Эллен Джонс думает о происходящих событиях.
По словам Миллера, «как и многие другие низкобюджетные триллеры MGM того времени, этот фильм добился кассового успеха».

## Оценка фильма критикой

### Общая оценка фильма
После выхода фильма на экраны он получил сдержанно-положительную оценку критики. В частности, кинообозреватель Босли Краузер в «Нью-Йорк Таймс» написал, что это «неяркий, но приятный фильм». По его словам, зрителю «предлагается недорогое, но крепкое свидетельство того, что для создания увлекательного триллера не обязательно брать крутых бандитов или полночных оборотней. Здесь простая ситуация превращается в бросающую в дрожь историю, центр внимания которой сфокусирован на самых обыденных основах повседневной американской жизни». Критик пишет, что этот фильм, «который произведён на скромный бюджет ровно за 14 дней, доказывает лучше, чем что-либо иное, что превосходный сценарий, постановка и актёрская игра — и определённая фантазия — могут обеспечить большую дорогу и малому». Журнал Time охарактеризовал фильм как «первый триллер года с порядочной долей тревоги. Он использует старый хичкоковский приём, придавая обычным людям, событиям и местам действия зловещий смысл, и развивает свою простую идею с пугающей последовательностью».
Исследователь жанра фильм нуар Карл Мачек оценил картину как погружённую «в паранойю и клаустрофобию нуаровую мелодраму». Мачек заметил, что фильм «представляет дом Джонсов как пугающий лабиринт, в котором скрывается зло», а также «использует любую возможность, чтобы разрушить нормальные, повседневные ситуации, превратив их в извращённые безумные видения». Критик указывает, что «истинно нуаровый дух картине придаёт полная дегуманизация, с которой сталкивается Эллен Джонс». Далее Мачек пишет, что «в стилистическом плане фильм взял больше из телевизионных постановок, чем из фильмов нуар». По его мнению, эта картина входит в группу таких мелодрам, как «Процесс» (1962) и «Осенние листья» (1956), в которых «передаваемый камерой нормальный мир становится мрачным и безнадёжным в глазах их героев». Журнал TimeOut назвал картину «небезынтересной попыткой создания фильма нуар спального района», отметив при этом, что он «слишком волнующий для спокойного просмотра». Киновед Крейг Батлер написал, что это быстро сделанный, «добротный, но не выдающийся маленький триллер категории В, который значим звёздной мощью Лоретты Янг», а Денис Шварц отметил, что этот «фильм нуар, действие которого происходит в спальном районе в Калифорнии, в большей степени мелодрама, чем детектив», также указав, что он «больше похож на телесериал 1950-х годов, чем на кинофильм». Историк фильмов нуар Спенсер Селби оценил картину как «пугающий кошмарный триллер об отчаянной попытке женщины предотвратить попытку своего безумно ревнивого мужа подставить её в собственном убийстве», а Майкл Кини отметил, что это «напряжённый и хорошо сыгранный актёрами нуар с приятным неожиданным финалом».

### Оценка работы режиссёра и творческой группы
По словам Краузера, Мел Динелли и Том Льюис написали умный, экономичный и спонтанный сценарий, где Янг досталась «гонка всей её карьеры, или, как она сама говорит, „самый ужасный день моей жизни“». Далее критик отмечает, что «саспенс под руководством режиссёра Тэя Гарнетта нарастает неуклонно до почти невыносимого уровня, вплоть до финального сюжетного поворота, настолько оригинального, что граничит с надувательством». Но, по мнению Краузера, «самой приятной находкой фильма стало введение реалий тихой американской жизни вместо декораций и бутафории старых триллеров. Здесь и любопытная соседка, и мальчик из соседнего дома, и раздражительная тётка, и болтливый почтальон (двух последних искусно сыграли Маргало Гиллмор и Ирвинг Бекон)». И, наконец, оператор Джозеф Руттенберг «с говорящей иронией сделал акцент на подстриженных газонах и залитых солнцем улицах спального пригорода среднего класса». В рецензии Time также обращено внимание на «тихую, солнечную атмосферу приятной спальной улицы» в Лос-Анджелесе, где происходит основное действие картины.
Батлер полагает, что хотя «сюжет фильма часто надуман, он при этом хорошо сложен. Может быть, мы и не готовы принять в нём всё, но он имеет определённый композиционный смысл». Фильм, вероятно, доставит зрителю «удовольствие от наблюдения за паническими усилиями Янг вернуть письмо и от преодоления тех препятствий, которые встанут у неё на пути». Успеху картины, по мнению Батлера, также во многом способствуют «умелая и гладкая постановка Гарнетта и игра Барри Салливана в роли психически больного мужа. Операторская работа Джозефа Руттенберга и музыка Андре Превена также являются большим плюсом». Миллер отметил, что даже несмотря на малый масштаб картины, тот факт, что она делалась на студии MGM автоматически подразумевал всё самое лучшее. В этой связи студия поручила операторскую работу многократному оскаровскому лауреату Джозефу Руттенбергу, а музыку написал перспективный молодой композитор Андре Превен, который также станет четырёхкратным обладателем Оскара.
При этом, по мнению рецензента TimeOut, «сценарий, к сожалению, предлагает тяжеловатую экспозицию (особенно это касается „трогательной сцены знакомства“), а также выдаёт своё происхождение на студии MGM своим утомительным навязыванием семейных ценностей и смехотворно надуманным хэппи-эндом». Шварц также отмечает, что «фильм заканчивается на неубедительной и утомительной ноте, так как сценарий не смог предложить ничего, кроме паникующей Эллен, которая теперь понимает, что в Америке и невинного человека можно обвинить в убийстве».

### Оценка актёрской игры
Критики высоко оценили игру Лоретты Янг, вокруг которой по сути построен весь фильм. В частности, Краузер отмечает, что «под проницательным руководством её мужа (продюсера Льюиса) вся картина от начала и до конца принадлежит Янг, и, что логично, почти все крупные планы — её». Со своим «восхитительно скудным гардеробом и подчёркнуто простым гримом, она потрясающа в роли отчаянной домохозяйки, которая обходит все ловушки, и великолепна даже в своём истерическом срыве в конце». Как отмечено в рецензии TimeOut, Янг «удаётся хорошо донести проблему охваченной паникой женщины, которая оказывается наедине с трупом в своём доме. И когда каждый её шаг лишь увеличивает подозрительность обстоятельств, она вступает в отчаянную борьбу с бюрократизмом, чтобы заполучить обвиняющее её письмо в адрес окружного прокурора». По мнению Батлера, «присутствие Янг в некоторых смыслах играет слегка против фильма». В действительности, этот фильм всего лишь играет на теме «невинной жертвы», но с такой звездой, как Янг, зритель «ожидает чего-то большего, чем небольшие радости скромной картины». Однако, по словам критика, здесь «есть и оборотная сторона: звёздная магия Янг поднимает на более высокий уровень те эпизоды, которые без её участия смотрелись бы надуманно или банально».
Критики положительно оценили игру Барри Салливана, который «довольно хорошо справляется со своей довольно шаткой ролью мужа», который «в результате сердечной болезни начинает демонстрировать параноидальное шизофреническое поведение». Вместе с тем, как пишет Краузер, «третий главный персонаж, новичок Брюс Каулинг, по какой-то причине выдаёт неловкую и топорную игру». Батлер так же считает, что «Брюс Каулинг, к сожалению, слабоват в роли третьей стороны треугольника, зато Маргало Гиллмор и Ирвинг Бекон помогают восполнить этот недостаток». В рецензии Time также отмечена сильная игра Гиллмор и Бэкона в ролях второго плана.